# James Serpell
James A. Serpell es profesor de Ética y Bienestar Animal en la Universidad de Pensilvania. Imparte clases en la Facultad de Veterinaria sobre ética veterinaria, comportamiento y bienestar animal aplicados, y sobre las interacciones entre humanos y animales. Serpell también dirige el Centro para la Interacción de los Animales y la Sociedad (CIAS). Serpell fue uno de los fundadores de la Sociedad Internacional de Antrozoología (ISAZ) y sigue formando parte de su junta directiva.

## Educación y primeros años
Hijo de Christopher Serpell, James Serpell nació en Roma, Italia, el 16 de febrero de 1952. Estudió en el University College de Londres, donde se licenció en Zoología en 1974. Posteriormente, se doctoró en comportamiento animal en la Universidad de Liverpool en 1980.

## Carrera
Tras licenciarse, se trasladó a la Universidad de Cambridge, donde creó el Grupo de Investigación sobre Animales de Compañía en 1985. Se trasladó a la Universidad de Pensilvania en 1993 y actualmente es profesor allí. Durante su estancia en la Universidad de Pensilvania participó en la creación del C-BARQ, la primera encuesta estandarizada de evaluación del comportamiento canino.
La erudición e investigación de Serpell en el ámbito de la antrozoología es inusual por su amplio alcance, ya que incluye publicaciones sobre antropología y humanidades, así como estudios científicos prospectivos sobre las interacciones entre humanos y animales. Su primer libro, In the Company of Animals, sigue siendo la obra clásica que ofrece una amplia visión de las interacciones entre humanos y animales. Asimismo, su libro editado, The Domestic Dog (ahora en su segunda edición) es sin duda la fuente principal sobre el comportamiento de los perros y nuestras interacciones con ellos. Entre sus numerosos trabajos de investigación clásicos se encuentra uno (el primero) que documenta el aumento de los paseos de los nuevos propietarios de mascotas de Cambridge tras adoptar un cachorro. Otro de sus primeros estudios ayudó a explicar el origen de la amplia compatibilidad que los propietarios de mascotas sienten con sus perros, a pesar de diversos problemas de comportamiento.

El liderazgo académico de Serpell fue reconocido ya en 1992 cuando se le concedió el premio IAHAIO/ISAZ Distinguished Scholar Award. Es uno de los principales dirigentes y fundadores de la Sociedad Internacional de Antrozoología (ISAZ), que publica Anthrozoos. En reconocimiento a sus constantes contribuciones a la sociedad, la ISAZ le nombra miembro de la misma, formando parte del grupo inaugural de miembros.

## Publicaciones
James Serpell es autor de In the Company of Animals: A Study of Human-Animal Relationships y es el editor de dos ediciones de The Domestic Dog: Its Evolution, Behavior and Interactions with People. Ha publicado numerosos trabajos de investigación sobre zoología, antropología cultural y comportamiento animal. Entre sus publicaciones más citadas, que han sido citadas más de 200 veces cada una, se encuentran: Intervenciones asistidas por animales en salud mental: Definiciones y fundamentos teóricos; Desarrollo y validación de un cuestionario para medir los rasgos de comportamiento y temperamento de los perros de compañía; Antropomorfismo y selección antropomórfica: más allá de la "respuesta bonita"; y Factores que influyen en las actitudes humanas hacia los animales y su bienestar.